# Петти-Фицморис, Генри, 4-й маркиз Лансдаун
Генри Томас Петти-Фицморис, 4-й маркиз Лансдаун (англ. Henry Petty-Fitzmaurice, 4th Marquess of Lansdowne; 7 января 1816 — 5 июля 1866) — британский аристократ и политик. Он был известен как лорд Генри Петти-Фицморис с 1816 по 1836 год и граф Шелберн с 1836 по 1863 год.

## История и образование
Родился 7 января 1816 года в Лансдаун-хаусе в Лондоне. Второй сын Генри Петти-Фицмориса, 3-го маркиза Лансдауна (1780—1863), и леди Луизы Эммы Фокс-Стрэнгуэйс (1785—1851), дочери Генри Фокса-Стрэнгуэйс, 2-го графа Илчестера. Он получил образование в Вестминстере и Тринити-колледже, Кембридж. После ранней смерти своего старшего брата Уильяма Петти-Фицмориса, графа Керри (1811—1836), в 1836 году он стал известен под почетным титулом графа Шелберна.

## Политическая карьера
После окончания университета Генри Петти-Фицморис был избран в Палату общин Великобритании от Кална в 1837 году. Он служил под началом лорда Джона Рассела в качестве лорда казначейства с 1847 по 1848 год. В 1856 году он был призван в Палату лордов с отцовским титулом барона Уикома и был парламентским заместителем государственного секретаря по иностранным делам при лорде Палмерстоне с того года до 1858 года.
31 января 1863 года после смерти своего отца лорд Шелберн унаследовал его титулы и был сделан рыцарем Ордена Подвязки в 1864 году.

## Семья
18 августа 1840 года в Уилтоне (графство Уилтшир) граф Шелберн женился первым браком на леди Джорджиане Герберт (3 августа 1817 — 28 февраля 1841), дочери генерала Джорджа Августа Герберта, 11-го графа Пембрука (1759—1827), и Екатерины Воронцовой (1783—1856), но она умерла шесть месяцев спустя. 1 ноября 1843 года в Вене он женился вторым браком на графине Эмили де Флао (16 мая 1819 — 26 июня 1895), старшей дочери Шарля Жозефа, графа де Флао (1785—1870), и Маргарет Мерсер Эльфинстоун, 2-й баронессы Кейт (1788—1867). У супругов было трое детей:
- Генри Чарльз Кит Петти-Фицморис, граф Шелберн (14 января 1845 — 3 июня 1927), впоследствии 5-й маркиз Лансдаун
- Лорд Эдмонд Джордж Петти-Фицморис (19 июня 1846 — 21 июня 1935), позже 1-й барон Фицморис. С 1889 года был женат на американской поэтессе Кэролайн Фицджеральд (1865—1911).
- Леди Эмили Луиза Энн Петти-Фицморис (1855 — 2 декабря 1939), муж с 1886 года полковник Достопочтенный Эверард Дигби (1852—1915), сын 9-го барона Дигби, от брака с которым у неё было трое детей.

Лорд Лансдаун скоропостижно скончался от апоплексического удара 5 июля 1866 года. Его титулы и владения унаследовал его старший сын Генри Петти-Фицморис, 5-й маркиз Лансдаун.